# Kindlifresserbrunnen

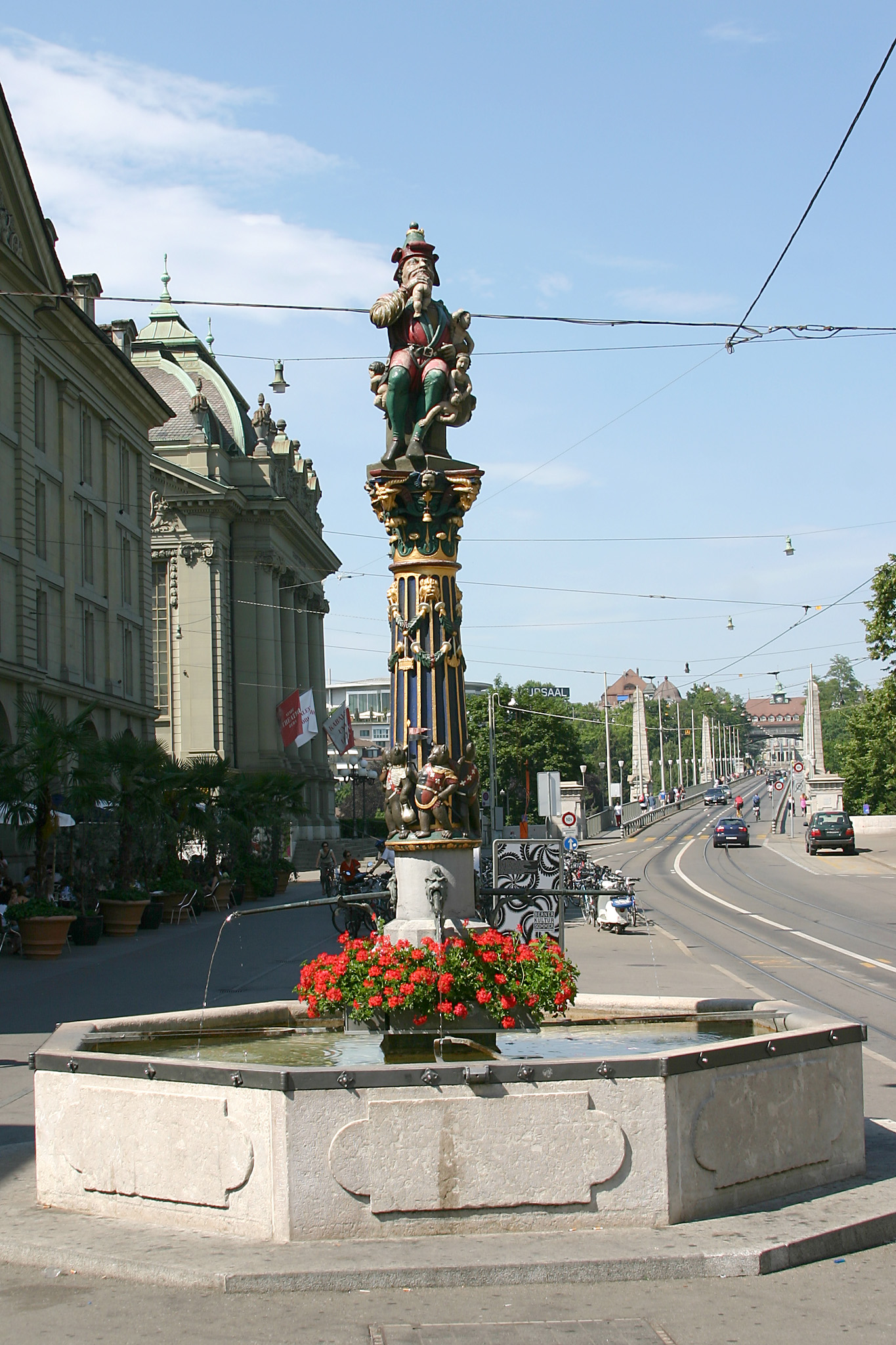
Kindlifresserbrunnen mit Stock und Becken (2006)

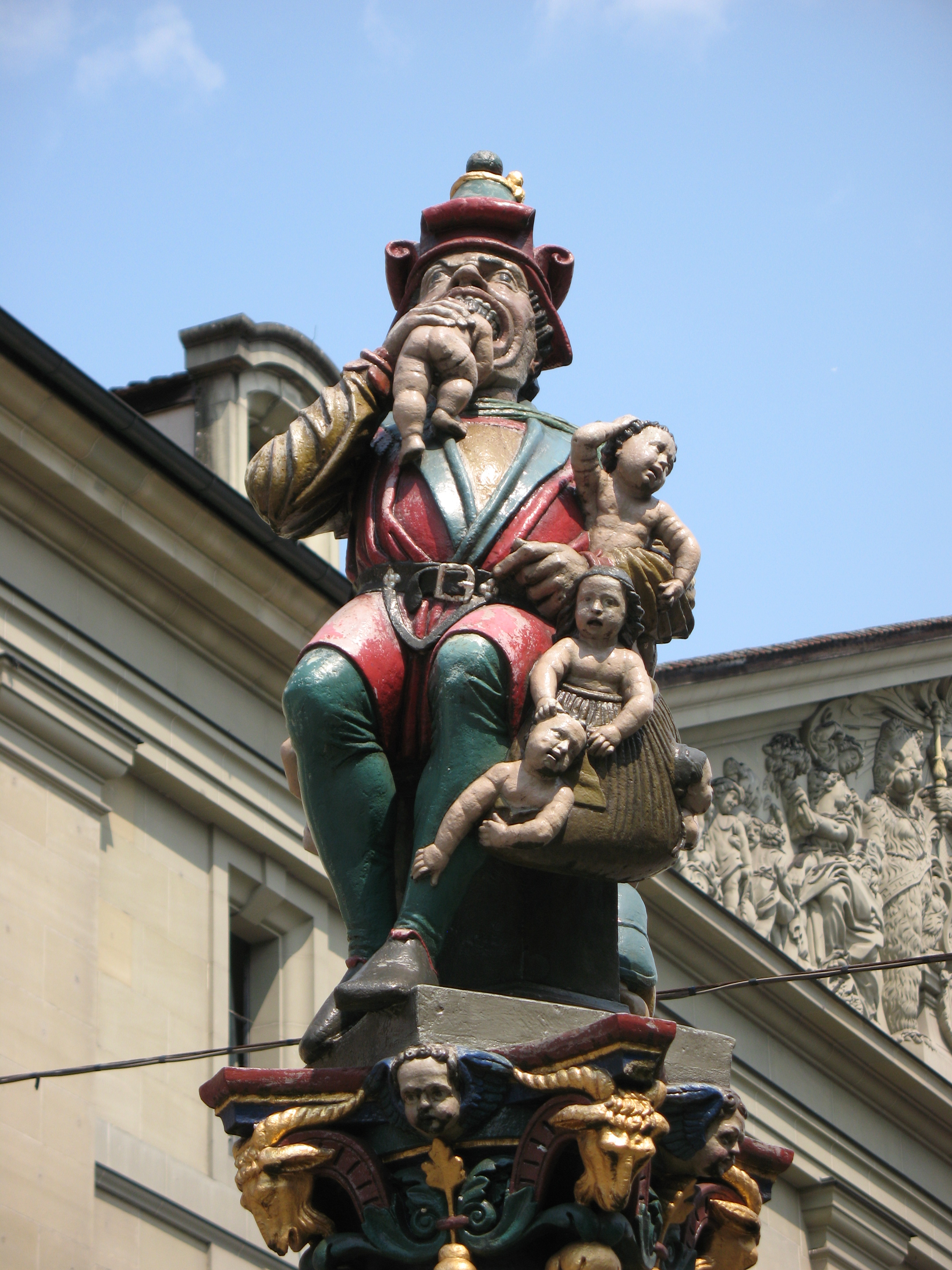
Brunnenfigur

Der Kindlifresserbrunnen (dialektal Chindlifrässerbrunne) ist einer der Brunnen in Bern, der Schweizer Bundesstadt. Er gehört zur Hauptgruppe der Figurenbrunnen des 16. Jahrhunderts in der Berner Altstadt.

## Geschichte
Der Brunnen wurde 1545 von Hans Gieng an der Stelle eines hölzernen Brunnens aus dem 15. Jahrhundert errichtet. Der ursprünglich Platzbrunnen genannte Brunnen ist 1666 erstmals schriftlich als Kindlifresserbrunnen belegt. Der Brunnen wurde 1997 im Rahmen der Sanierung der Tramlinien auf dem Kornhausplatz leicht verschoben. Beim Versetzen kam auf dem Boden des Brunnenbeckens die Jahrzahl MDXXXXV (1545) zum Vorschein.
Die Brunnenfigur ist eine auf ein Postament lehnende Kinderschreckfigur (Kinderfresser, im Englischen Oger), die gerade ein nacktes Kind verschlingt. In einem umgehängten Sack befinden sich weitere Kinder. Der Kinderfresser trägt einen spitzen Hut mit eingerollter Krempe. Die Brunnenskulptur steht auf einer mit Girlanden behängten korinthischen Säule. Das untere Ende des Säulenschafts ziert ein Bärenzug. Der Bärenzug setzt sich aus wehrhaft gekleideten Bären zusammen. Die Bären tragen Musketen, Helme, Schwerter, Fähnlein, eine Weinkanne, Kugelbeutel und Bandeliere mit Schweizerkreuzen.
1997 und 2015 wurde der Brunnen instand gesetzt. Anfangs 2024 wurde der Brunnen nach einem Vandalenakt saniert.

## Deutung

Darstellung eines Kinderfressers, Holzschnitt von Lorenz Schultes (um 1600)

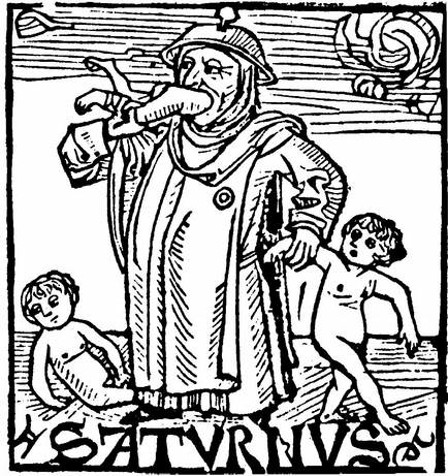
Saturn (Kronos) als Jude, Holzschnitt, Nürnberg (1492)

Der Kinderfresser ist eine weit verbreitete Kinderschreckfigur des Mittelalters und der Frühen Neuzeit. Die Figur wird jeweils mit einer Umhängetasche dargestellt, in welche die unartigen Kinder gesteckt werden, was beim Kindlifresserbrunnen ebenso der Fall ist. Die Form des Hutes der Figur dürfte auf Georg Pencz’ grafische Darstellung des Saturn (Kronos) aus dem Jahr 1531 zurückzuführen sein. Kronos wird in der bildenden Kunst auch als Verschlinger von Kindern dargestellt. Die Brunnenfigur darf jedoch nicht als eindeutige Kronos-Darstellung angesprochen werden, da dieser jeweils nur mit einem Kind dargestellt wird und ihm in Giengs Skulptur klar die Sichel als Attribut fehlt. Andernteils wird der Kinderfresser nicht mit Hut dargestellt. Es ist daher anzunehmen, dass der aus Schwaben stammende Freiburger Bildhauer Hans Gieng in seiner Kinderschreckfigur zeitgenössische ikonographische Elemente des Kinderfressers und des Saturn verschmolzen hat. Das wird bereits auf einem Holzschnitt aus Nürnberg von 1492 getan, wo der ausdrücklich als Saturn gekennzeichnete Kinderfresser einen Judenhut trägt und einen Judenring am Kleid hat.
Im Volksmund kursieren diverse Deutungen zum Kindlifresserbrunnen, etwa die, dass der Hut des Kinderfressers ein Judenhut sei, die Figur ein Jude, die an einen angeblichen, in Bern verübten Ritualmord (Rudolf von Bern) erinnere. Roy Oppenheim unterstützt die Ritualmord-Deutung; durch die Deutungen als Kinderschreck oder Saturn werde der judenfeindliche Hintergrund verschleiert.
Andere wiederum sahen im Kinderfresser eine Fasnachtsfigur. Das ist unwahrscheinlich, denn die bernische Obrigkeit hatte die Fasnacht nach der Reformation 1529 zu unterbinden versucht und hätte daher kaum eine Fasnachtsfigur als Brunnenskulptur in Auftrag gegeben.

## Weiteres
In der jiddischen Kurzgeschichte Der Kinderli-Freser aus der Serie Chlomot fun a Wanderer von David Einhorn führt der Ich-Erzähler ein Gespräch mit dem Kindlifresser, der sich nächtens zärtlich um die Kinder kümmert und sich bei abgenommener Maske als ein im Mittelalter hingerichteter Jude herausstellt, der tagsüber als Brunnenfigur seine antisemitisch inspirierte Fratze aufsetzen muss.
Der Kindlifresserbrunnen spielt eine wichtige Rolle im Roman L’ogre (deutscher Titel: Der Kinderfresser, übersetzt von Marcel Schwander) von Jacques Chessex. Er ist darin ein Sinnbild für den Vater der Hauptperson Jean Calmet, der ihm seine Kindheit, seine erste Liebe und letztlich seinen Lebenswillen geraubt hat.

## Trinkwasser
Das Trinkwassernetz von Energie Wasser Bern (ewb) versorgt den Brunnen mit Trinkwasser, dessen Qualität regelmässig überprüft wird.